# قائمة بالمعالم في المغرب
هذه قائمة بالمواقع والمعالم ذات قيمة ثقافية أو تاريخية في المغرب، حسب تصنيف وزارة الثقافة المغربية.
| المدينة       | قائمة بالمواقع والمعالم   |
| ------------- | ------------------------- |
| أكادير        | قائمة معالم أكادير        |
| أصيلة         | قائمة معالم أصيلة         |
| أزيلال        | قائمة معالم أزيلال        |
| الدار البيضاء | قائمة معالم الدار البيضاء |
| تارودانت      | قائمة معالم تارودانت      |
| شفشاون        | قائمة معالم شفشاون        |
| الحاجب        | قائمة معالم الحاجب        |
| الجديدة       | قائمة معالم الجديدة       |
| الرشيدية      | قائمة معالم الرشيدية      |
| الصويرة       | قائمة معالم الصويرة       |
| فاس           | قائمة معالم فاس           |
| فيكيك         | قائمة معالم فيكيك         |
| شفشاون        | قائمة معالم شفشاون        |
| كلميم         | قائمة معالم كلميم         |
| مراكش         | قائمة معالم مراكش         |
| مكناس         | قائمة معالم مكناس         |
| سيدي قاسم     | قائمة معالم سيدي قاسم     |
| الناظور       | قائمة معالم الناظور       |
| المهدية       | قائمة معالم المهدية       |
| ورزازات       | قائمة معالم ورزازات       |
| وجدة          | قائمة معالم وجدة          |
| الرباط        | قائمة معالم الرباط        |
| آسفي          | قائمة معالم آسفي          |
| سلا           | قائمة معالم سلا           |
| سيدي افني     | قائمة معالم سيدي افني     |
| طنجة          | قائمة معالم طنجة          |
| طاطا          | قائمة معالم طاطا          |
| تازة          | قائمة معالم تازة          |
| تطوان         | قائمة معالم تطوان         |
| تزنيت         | قائمة معالم تزنيت         |
| زاكورة        | قائمة معالم زاكورة        |